# Maasen
Maasen er en kommune i amtet ("Samtgemeinde") Siedenburg i Landkreis Diepholz i den tyske delstat Niedersachsen.
Maasen ligger mellem Naturpark Wildeshauser Geest og Naturpark Steinhuder Meer omkring midt mellem Bremen og Minden; Sulingen ligger omkring 5 km mod vest.